# Dania na Letnich Igrzyskach Olimpijskich 2020
Danię na Letnich Igrzyskach Olimpijskich 2020 reprezentowało 104 zawodników: 55 mężczyzn i 49  kobiet. Był to 28 start reprezentacji Danii na letnich igrzyskach olimpijskich.

## Zdobyte medale[3]
| Medal  | Zawodnik | Dyscyplina       | Konkurencja                              | Rezultat                                      | Data       |
| ------ | --- | ---------------- | ---------------------------------------- | --------------------------------------------- | ---------- |
| Złoto  | Anne-Marie Rindom | Żeglarstwo       | klasa Laser Radial                       | 78 pkt                                        | 1 sierpnia |
| Złoto  | Viktor Axelsen | Badminton        | gra pojedyncza mężczyzn                  | W finale pokonał reprezentanta Chin Chen Long | 2 sierpnia |
| Złoto  | Lasse Norman Leth, Michael Mørkøv | Kolarstwo torowe | madison mężczyzn                         | 43 pkt                                        | 7 sierpnia |
| Srebro | Jesper Hansen | Strzelectwo      | skeet mężczyzn                           | 55 pkt                                        | 26 lipca   |
| Srebro | Lasse Norman Leth, Niklas Larsen, Frederik Madsen, Rasmus Pedersen | Kolarstwo torowe | wyścig na dochodzenie mężczyzn drużynowy | 3:42,198                                      | 4 sierpnia |
| Srebro | Amalie Dideriksen, Julie Leth | Kolarstwo torowe | madison kobiet                           | 35 pkt                                        | 6 sierpnia |
| Srebro | Niklas Landin Jacobsen, Magnus Landin Jacobsen, Emil Jakobsen, Magnus Saugstrup, Lasse Svan Hansen, Kevin Møller, Henrik Møllgaard, Mads Mensah Larsen, Henrik Toft Hansen, Mikkel Hansen, Morten Olsen, Jóhan Hansen, Lasse Andersson, Jacob Holm, Mathias Gidsel | Piłka ręczna     | turniej mężczyzn                         | W finale ulegli reprezentacji Francji 23:25   | 7 sierpnia |
| Brąz   | Frederic Vystavel, Joachim Sutton | Wioślarstwo      | dwójka bez sternika mężczyzn             | 6:19,88                                       | 29 lipca   |
| Brąz   | Pernille Blume | Pływanie         | 50 m stylem dowolnym kobiet              | 24,21 s                                       | 1 sierpnia |
| Brąz   | Emma Jørgensen | Kajakarstwo      | K-1 200 m kobiet                         | 38,901 s                                      | 3 sierpnia |
| Brąz   | Emma Jørgensen | Kajakarstwo      | K-1 500 m kobiet                         | 1:52,773 min                                  | 5 sierpnia |

## Skład kadry

### Badminton
| Zawodnik                            | Konkurencja        | Faza grupowa                                 | Faza grupowa                                         | Faza grupowa                                | Pozycja | 1/8                             | Ćwierćfinały                                   | Półfinały                 | Finał                        | Finał   | Źródło                        |
| Zawodnik                            | Konkurencja        | Przeciwnik Wynik                             | Przeciwnik Wynik                                     | Przeciwnik Wynik                            | Pozycja | Przeciwnik Wynik                | Przeciwnik Wynik                               | Przeciwnik Wynik          | Przeciwnik Wynik             | Pozycja | Źródło                        |
| ----------------------------------- | ------------------ | -------------------------------------------- | ---------------------------------------------------- | ------------------------------------------- | ------- | ------------------------------- | ---------------------------------------------- | ------------------------- | ---------------------------- | ------- | ----------------------------- |
| Viktor Axelsen                      | gra pojedyncza (m) | Wraber 2:0 (21-12, 21-11)                    | Koljonen 2:0 (21-13, 21-17)                          | N\A                                         | 1.      | Wang Tzu-wei 2:0 (21-16, 21-14) | Shi Yuqi 2:0 (21-13, 21-13)                    | Cordón 2:0 (21-18, 21-11) | Chen Long 2:0 (21-15, 21-12) | złoto   | [ 4 ] [ 5 ] [ 6 ] [ 7 ] [ 8 ] |
| Anders Antonsen                     | gra pojedyncza (m) | Tiến Minh 2:0 (21-13, 21-13)                 | Dwicahyo 2:0 (21-16, 21-15)                          | N\A                                         | 1.      | Penty 2:0 (21-10, 21-15)        | Ginting 1:2 (18-21, 21-15, 18-21)              | NQ                        | NQ                           | 5.      | [ 4 ] [ 5 ] [ 6 ] [ 7 ] [ 8 ] |
| Mia Blichfeldt                      | gra pojedyncza (k) | Chen Hsuan-yu 2:0 (21-7, 21-14)              | Zecziri 2:0 (21-10, 21-3)                            | N\A                                         | 1.      | Sindhu 0:2 (15-21, 13-21)       | NQ                                             | NQ                        | NQ                           | 9.      | [ 5 ] [ 7 ] [ 9 ]             |
| Kim Astrup Anders Skaarup Rasmussen | gra podwójna (m)   | Iwanow Sozonow 2:0 (21-13, 21-18)            | Olofua Opeyori 2:0 (21-7, 21-10)                     | Endo Watanabe 0:2 (14-21, 12-21)            | 2.      | N/A                             | Li Junhui Liu Yuchen 1:2 (21-12, 14-21, 19-21) | NQ                        | NQ                           | 5.      | [ 4 ] [ 6 ] [ 10 ] [ 11 ]     |
| Maiken Fruergaard Sara Thygesen     | gra podwójna (m)   | Du Yue Li Yinhui 0:2 (13-21, 15-21)          | Lee So-hee Shin Seung-chan 2:1 (15-21, 21-19, 22-20) | Mapasa Somerville 1:2 (19-21, 21-13, 12-21) | 4.      | N/A                             | NQ                                             | NQ                        | NQ                           | 9.      | [ 4 ] [ 6 ] [ 10 ] [ 12 ]     |
| Mathias Christiansen Alexandra Bøje | mikst              | Watanabe Higashino 1:2 (22-20, 11-21, 15-21) | Jordan Oktavianti 0:2 (22-24, 19-21)                 | Leung Somerville 2:0 (21-6, 21-14)          | 3.      | N/A                             | NQ                                             | NQ                        | NQ                           | 9.      | [ 4 ] [ 5 ] [ 6 ] [ 13 ]      |

### Golf
| Zawodnik                | Konkurencja | Runda 1 | Runda 2 | Runda 3 | Runda 4 | Łącznie | Łącznie | Łącznie | Źródło |
| Zawodnik                | Konkurencja | Wynik   | Wynik   | Wynik   | Wynik   | Wynik   | Par     | Pozycja | Źródło |
| ----------------------- | ----------- | ------- | ------- | ------- | ------- | ------- | ------- | ------- | ------ |
| Emily Kristine Pedersen | kobiety     | 70      | 63      | 70      | 68      | 271     | - 13    | 5.      | [ 14 ] |
| Nanna Koerstz Madsen    | kobiety     | 69      | 64      | 72      | 69      | 274     | - 10    | 9.      | [ 14 ] |
| Joachim B. Hansen       | Mężczyźni   | 66      | 73      | 67      | 69      | 275     | - 9     | 27.     | [ 15 ] |
| Rasmus Højgaard         | Mężczyźni   | 73      | 68      | 66      | 71      | 278     | - 6     | 38.     | [ 15 ] |

### Jeździectwo
Ujeżdżenie
| Zawodnik                                                   | Koń                      | Konkurencja                               | Grand Prix | Grand Prix | Grand Prix Special | Grand Prix Special | Finał  | Finał | Źródło               |
| Zawodnik                                                   | Koń                      | Konkurencja                               | Wynik      | Poz.       | Wynik              | Poz.               | Wynik  | Poz.  | Źródło               |
| ---------------------------------------------------------- | ------------------------ | ----------------------------------------- | ---------- | ---------- | ------------------ | ------------------ | ------ | ----- | -------------------- |
| Cathrine Dufour                                            | Ujeżdżenie indywidualnie | Bohemian                                  | 81,056     | 3.         | 77,720             | 9.                 | 87,507 | 4.    | [ 16 ] [ 17 ] [ 18 ] |
| Carina Cassøe Krüth                                        | Ujeżdżenie indywidualnie | Heiline's Danciera                        | 76,677     | 10.        | 77,249             | 10.                | 83,329 | 7.    | [ 16 ] [ 17 ] [ 18 ] |
| Nanna Skodborg Merrald                                     | Ujeżdżenie indywidualnie | Blue Hors Zack                            | 73,168     | 16.        | 74,210             | 18.                | 80,893 | 11.   | [ 16 ] [ 17 ] [ 18 ] |
| Cathrine Dufour Carina Cassøe Krüth Nanna Skodborg Merrald | ujeżdżenie drużynowe     | Bohemia Heiline's Danciera Blue Hors Zack | 7435,0     | 3.         | N/A                | N/A                | 7540,0 | 4.    | [ 19 ]               |

Skoki przez przeszkody
| Zawodnik      | Konkurencja   | Koń         | Kwalifikacje | Kwalifikacje | Kwalifikacje | Kwalifikacje | Finał      | Finał       | Finał   | Pozycja | Źródło        |
| Zawodnik      | Konkurencja   | Koń         | Kary         | Kary         | Łącznie      | Pozycja      | Kary       | Kary        | Łącznie | Pozycja | Źródło        |
| Zawodnik      | Konkurencja   | Koń         | Przeszkody   | Limit czasu  | Łącznie      | Pozycja      | Przeszkody | Limit czasu | Łącznie | Pozycja | Źródło        |
| ------------- | ------------- | ----------- | ------------ | ------------ | ------------ | ------------ | ---------- | ----------- | ------- | ------- | ------------- |
| Andreas Schou | indywidualnie | Darc de Lux | 8            | 1            | 9            | 47.          | NQ         | NQ          | NQ      | NQ      | [ 20 ] [ 21 ] |

WKKW
| Zawodnik     | Konkurencja   | Koń         | Ujeżdżenie | Cross country | Skoki (runda kwalifikacyjna) | Razem  | Skoki (runda finałowa) | Finał | Pozycja | Źródło |
| ------------ | ------------- | ----------- | ---------- | ------------- | ---------------------------- | ------ | ---------------------- | ----- | ------- | ------ |
| Peter Flarup | indywidualnie | Fascination | 33,70      | 67,20         | 4,00                         | 104,90 | NQ                     | NQ    | 40.     | [ 22 ] |

### Judo
| Zawodnik    | Konkurencja | 1/16                      | 1/8                 | Ćwierćfinał         | Półfinał            | Repasaże            | Finał / 3.miejsce   | Finał / 3.miejsce | Źródła |
| Zawodnik    | Konkurencja | Przeciwniczka Wynik       | Przeciwniczka Wynik | Przeciwniczka Wynik | Przeciwniczka Wynik | Przeciwniczka Wynik | Przeciwniczka Wynik | Pozycja           | Źródła |
| ----------- | ----------- | ------------------------- | ------------------- | ------------------- | ------------------- | ------------------- | ------------------- | ----------------- | ------ |
| Lærke Olsen | -63 kg (k)  | Beauchemin-Pinard P 00-10 | NQ                  | NQ                  | NQ                  | NQ                  | NQ                  | 17.               | [ 23 ] |

### Kajakarstwo
| Zawodnik                                                       | Konkurencja   | Eliminacje | Eliminacje | Ćwierćfinały | Ćwierćfinały | Półfinały | Półfinały | Finał A/B | Finał A/B  | Pozycja | Źródło |
| Zawodnik                                                       | Konkurencja   | Czas       | Pozycja    | Czas         | Pozycja      | Czas      | Pozycja   | Czas      | Pozycja    | Pozycja | Źródło |
| -------------------------------------------------------------- | ------------- | ---------- | ---------- | ------------ | ------------ | --------- | --------- | --------- | ---------- | ------- | ------ |
| Emma Jørgensen                                                 | K-1 200 m (k) | 41,572     | 1.         | N/A          | N/A          | 38,457    | 2.        | 38,901    | 3. Finał A | brąz    | [ 24 ] |
| Sara Milthers                                                  | K-1 200 m (k) | 43,863     | 6.         | 43,675       | 5.           | NQ        | NQ        | NQ        | NQ         | NQ      | [ 24 ] |
| Emma Jørgensen                                                 | K-1 500 m (k) | 1:49,231   | 2.         | N/A          | N/A          | 1:52,931  | 2.        | 1:52,773  | 3. Finał A | brąz    | [ 24 ] |
| Julie Funch Bolette Nyvang Iversen                             | K-2 500 m (k) | 1:52,730   | 5.         | 1:52,678     | 5.           | NQ        | NQ        | NQ        | NQ         | NQ      | [ 24 ] |
| Emma Jørgensen Julie Funch Sara Milther Bolette Nyvang Iversen | K-4 500 m (k) | 1:38,453   | 5.         | 1:37,682     | 6.           | 1:37,386  | 4.        | 1:41,141  | 8. Finał A | 8.      | [ 24 ] |

### Kolarstwo

#### Kolarstwo szosowe
| Zawodnik                | Konkurencja                    | Czas     | Pozycja | Źródło |
| ----------------------- | ------------------------------ | -------- | ------- | ------ |
| Jakob Fuglsang          | wyścig ze startu wspólnego (m) | 6:08:09  | 12.     | [ 25 ] |
| Michael Valgren         | wyścig ze startu wspólnego (m) | 6:21:46  | 78.     | [ 25 ] |
| Christopher Juul-Jensen | wyścig ze startu wspólnego (m) | DNF      | DNF     | [ 25 ] |
| Kasper Asgreen          | wyścig ze startu wspólnego (m) | DNF      | DNF     | [ 25 ] |
| Kasper Asgreen          | jazda indywidualna na czas (m) | 56:21,21 | 7.      | [ 25 ] |
| Cecilie Uttrup Ludwig   | wyścig ze startu wspólnego (k) | 3:54:31  | 10.     | [ 26 ] |
| Emma Norsgaard          | wyścig ze startu wspólnego (k) | NQ       | NQ      | [ 26 ] |
| Emma Norsgaard          | jazda indywidualna na czas (k) | 33:50,18 | 17.     | [ 26 ] |

#### Kolarstwo torowe
Madison
| Zawodnik                         | Konkurencja | Punkty | Punkty  | Punkty  | Punkty  | Pozycja | Źródło |
| Zawodnik                         | Konkurencja | Sprint | Okr.pkt | Okr.pkt | Łącznie | Pozycja | Źródło |
| -------------------------------- | ----------- | ------ | ------- | ------- | ------- | ------- | ------ |
| Zawodnik                         | Konkurencja | Sprint | +       | -       | Łącznie | Pozycja | Źródło |
| Lasse Norman Leth Michael Mørkøv | mężczyźni   | 43     |         |         | 43      | złoto   | [ 27 ] |
| Amalie Dideriksen Julie Leth     | kobiety     | 15     | 20      |         | 35      | brąz    | [ 28 ] |

Omnium
| Zawodnik          | Konkurencja | Scratch | Scratch | Wyścig tempowy | Wyścig tempowy   | Wyścig tempowy | Wyścig eliminacyjny | Wyścig eliminacyjny | Wyścig punktowy | Wyścig punktowy | Wyścig punktowy | Suma punktów | Pozycja | Źródło |
| Zawodnik          | Konkurencja | Miejsce | Punkty  | Miejsce        | Punkty wyścigowe | Punkty         | Miejsce             | Punkty              | Sprint          | Okrążenia       | Miejsce         | Suma punktów | Pozycja | Źródło |
| ----------------- | ----------- | ------- | ------- | -------------- | ---------------- | -------------- | ------------------- | ------------------- | --------------- | --------------- | --------------- | ------------ | ------- | ------ |
| Amalie Dideriksen | kobiety     | 8.      | 26      | 6.             | 1                | 30             | 3.                  | 36                  | 11              |                 | 16.             | 103          | 4.      | [ 28 ] |
| Niklas Larsen     | mężczyźni   | 5.      | 32      | 6.             | 22               | 30             | 28.                 | 26                  | 5               | 20              | 13.             | 113          | 5.      | [ 27 ] |

Wyścig na dochodzenie drużynowy
| Zawodnik                                                        | Konkurencja | Kwalifikacje | Kwalifikacje | Pierwsza runda   | Pierwsza runda | Finał             | Finał  | Źródło |
| Zawodnik                                                        | Konkurencja | Czas         | M.           | Przeciwnik Wynik | M.             | Przeciwnik Wynik  | M.     | Źródło |
| --------------------------------------------------------------- | ----------- | ------------ | ------------ | ---------------- | -------------- | ----------------- | ------ | ------ |
| Lasse Norman Leth Niklas Larsen Frederik Madsen Rasmus Pedersen | mężczyźni   | 3:45,014     | 1.           | Wielka Brytania  | 1.             | Włochy · 3:42,198 | srebro | [ 27 ] |

#### Kolarstwo górskie
| Zawodnik                  | Konkurencja       | Czas    | Pozycja | Źródło |
| ------------------------- | ----------------- | ------- | ------- | ------ |
| Malene Degn               | cross-country (k) | 1:20:34 | 12.     | [ 29 ] |
| Caroline Bohé             | cross-country (k) | 1:20:57 | 13.     | [ 29 ] |
| Sebastian Fini Carstensen | cross-country (m) | 1:30:28 | 22.     | [ 30 ] |

#### Kolarstwo BMX
Wyścig
| Zawodnik           | Konkurencja | Ćwierćfinał | Ćwierćfinał | Półfinał | Półfinał | Finał  | Finał   | Pozycja | Źródło |
| Zawodnik           | Konkurencja | Wynik       | Miejsce     | Wynik    | Miejsce  | Wynik  | Miejsce | Pozycja | Źródło |
| ------------------ | ----------- | ----------- | ----------- | -------- | -------- | ------ | ------- | ------- | ------ |
| Simone Christensen | kobiety     | 7           | 2.          | 10       | 2.       | 45,582 | 6.      | 6.      | [ 31 ] |

### Lekkoatletyka
Konkurencje biegowe
| Zawodnik                                                               | Konkurencja               | Eliminacje | Eliminacje | Półfinał | Półfinał | Finał   | Finał   | Źródło |
| Zawodnik                                                               | Konkurencja               | Wynik      | Miejsce    | Wynik    | Miejsce  | Wynik   | Miejsce | Źródło |
| ---------------------------------------------------------------------- | ------------------------- | ---------- | ---------- | -------- | -------- | ------- | ------- | ------ |
| Kojo Musah                                                             | 100 m (m)                 | 10,20      | 5.         | NQ       | NQ       | NQ      | NQ      | [ 32 ] |
| Ole Hesselbjerg                                                        | 3000 m z przeszkodami (m) | 8:24,08    | 8.         | N/A      | N/A      | NQ      | NQ      | [ 33 ] |
| Abdi Hakin Ulad                                                        | maraton (m)               | N/A        | N/A        | N/A      | N/A      | 2:15:50 | 23.     | [ 34 ] |
| Thijs Nijhuis                                                          | maraton (m)               | N/A        | N/A        | N/A      | N/A      | 2:26:59 | 70.     | [ 34 ] |
| Simon Hansen Tazana Kamanga-Dyrbak Kojo Musah Frederik Schou-Nielsen   | sztafeta 4 × 100 m (m)    | 38,16      | 7.         | N/A      | N/A      | NQ      | NQ      | [ 35 ] |
| Sara Petersen                                                          | 400 m przez płotki(k)     | 55,52      | 3.         | DSQ      | DSQ      | NQ      | NQ      | [ 36 ] |
| Anna Emilie Møller                                                     | 3000 m z przeszkodami (k) | 9:31,99    | 9.         | N/A      | N/A      | NQ      | NQ      | [ 37 ] |
| Mathilde Kramer Astrid Glenner-Frandsen Emma Beiter Bomme Ida Karstoft | sztafeta 4 × 100 m (k)    | 43,51      | 8.         | N/A      | N/A      | NQ      | NQ      | [ 38 ] |

### Łucznictwo
| Zawodnik   | Konkurencja       | Runda rankingowa | Runda rankingowa | 1/32             | 1/16             | 1/8              | Ćwierćfinały     | Półfinały        | Finał            | Finał   | Źródło               |
| Zawodnik   | Konkurencja       | Wynik            | Miejsce          | Przeciwnik Wynik | Przeciwnik Wynik | Przeciwnik Wynik | Przeciwnik Wynik | Przeciwnik Wynik | Przeciwnik Wynik | Pozycja | Źródło               |
| ---------- | ----------------- | ---------------- | ---------------- | ---------------- | ---------------- | ---------------- | ---------------- | ---------------- | ---------------- | ------- | -------------------- |
| Maja Jager | indywidualnie (k) | 649              | 25.              | Choirunisa W 6-2 | Pierowa P 3-7    | NQ               | NQ               | NQ               | NQ               | 17.     | [ 39 ] [ 40 ] [ 41 ] |

### Piłka ręczna
- Reprezentacja mężczyzn

| - Niklas Landin Jacobsen - Magnus Landin Jacobsen - Emil Jakobsen - Magnus Saugstrup - Lasse Svan Hansen - Kevin Møller - Henrik Møllgaard - Mads Mensah Larsen |  | - Henrik Toft Hansen - Mikkel Hansen - Morten Olsen - Jóhan Hansen - Lasse Andersson - Jacob Holm - Mathias Gidsel |

| Drużyna | Konkurencja      | Faza grupowa     | Faza grupowa     | Faza grupowa     | Faza grupowa     | Faza grupowa     | Faza grupowa | Ćwierćfinały     | Półfinały        | Finał mecz o 3. miejsce | Pozycja | Źródło        |
| Drużyna | Konkurencja      | Przeciwnik Wynik | Przeciwnik Wynik | Przeciwnik Wynik | Przeciwnik Wynik | Przeciwnik Wynik | Pozycja      | Przeciwnik Wynik | Przeciwnik Wynik | Przeciwnik Wynik        | Pozycja | Źródło        |
| ------- | ---------------- | ---------------- | ---------------- | ---------------- | ---------------- | ---------------- | ------------ | ---------------- | ---------------- | ----------------------- | ------- | ------------- |
| Dania   | turniej mężczyzn | Japonia 47:30    | Egipt 32:27      | Bahrajn 31:21    | Portugalia 34:28 | Szwecja 30:33    | 1.           | Norwegia 31:25   | Hiszpania 27:23  | Francja 23:25           | srebro  | [ 42 ] [ 43 ] |

### Pływanie
| Zawodnik                                                         | Konkurencja                     | Eliminacje | Eliminacje | Półfinał | Półfinał | Finał   | Finał   | Źródło               |
| Zawodnik                                                         | Konkurencja                     | Czas       | Miejsce    | Czas     | Miejsce  | Czas    | Miejsce | Źródło               |
| ---------------------------------------------------------------- | ------------------------------- | ---------- | ---------- | -------- | -------- | ------- | ------- | -------------------- |
| Alexander Nørgaard                                               | 800 m dowolnym (m)              | 7:53,50    | 19.        | N/A      | N/A      | NQ      | NQ      | [ 44 ]               |
| Anton Ipsen                                                      | 800 m dowolnym (m)              | 7:54,98    | 21.        | N/A      | N/A      | NQ      | NQ      | [ 44 ]               |
| Anton Ipsen                                                      | 1500 m dowolnym (m)             | 15:01,58   | 14.        | N/A      | N/A      | NQ      | NQ      | [ 45 ]               |
| Alexander Norgaard                                               | 1500 m dowolnym (m)             | 15:28,70   | 26.        | N/A      | N/A      | NQ      | NQ      | [ 45 ]               |
| Tobias Bjerg                                                     | 100 m klasycznym (m)            | DSQ        | DSQ        | NQ       | NQ       | NQ      | NQ      | [ 46 ]               |
| Pernille Blume                                                   | 50 m dowolnym (k)               | 24,12      | 2.         | 24,08    | 2.       | 24,21   | brąz    | [ 47 ] [ 48 ] [ 49 ] |
| Julie Kepp Jensen                                                | 50 m dowolnym (k)               | 24,70      | 14.        | 24,98    | 16.      | NQ      | NQ      | [ 47 ] [ 48 ] [ 49 ] |
| Pernille Blume                                                   | 100 m dowolnym (k)              | 52,96      | 7.         | 53,26    | 10.      | NQ      | NQ      | [ 50 ] [ 51 ]        |
| Signe Bro                                                        | 100 m dowolnym (k)              | 53,54      | 13.        | 53,55    | 12.      | NQ      | NQ      | [ 50 ] [ 51 ]        |
| Helena Rosendahl Bach                                            | 1500 m dowolnym (k)             | 16:29,56   | 25.        | N/A      | N/A      | NQ      | NQ      | [ 52 ]               |
| Emilie Beckmann                                                  | 100 m motylkowym (k)            | 58,84      | 22.        | NQ       | NQ       | NQ      | NQ      | [ 53 ]               |
| Helena Bach                                                      | 200 m motylkowym (k)            | 2:09,37    | 10.        | 2:10,05  | 12.      | NQ      | NQ      | [ 54 ] [ 55 ]        |
| Pernille Blume Signe Bro Julie Kepp Jensen Jeanette Ottesen      | sztafeta 4 × 100 m dowolnym (k) | 3:35,56    | 7.         | N/A      | N/A      | 3:35,70 | 8.      | [ 56 ] [ 57 ]        |
| Karoline Sørensen Clara Rybak-Andersen Emilie Beckmann Signe Bro | sztafeta 4 × 100 m zmiennym (k) | 4:04,04    | 15.        | N/A      | N/A      | NQ      | NQ      | [ 58 ]               |

### Skateboarding
| Zawodnik      | Konkurencja | Eliminacje | Eliminacje | Eliminacje | Eliminacje | Finał | Finał | Finał | Pozycja | Źródło |
| Zawodnik      | Konkurencja | 1          | 2          | 3          | Wynik      | 1     | 2     | 3     | Pozycja | Źródło |
| ------------- | ----------- | ---------- | ---------- | ---------- | ---------- | ----- | ----- | ----- | ------- | ------ |
| Rune Glifberg | park (m)    | 6,24       | 37,61      | 6,11       | 37,61      | NQ    | NQ    | NQ    | 19.     | [ 59 ] |

### Strzelectwo
| Zawodnik                   | Konkurencja                         | Kwalifikacje | Kwalifikacje | Finał | Finał   | Źródło |
| Zawodnik                   | Konkurencja                         | Wynik        | Pozycja      | Wynik | Pozycja | Źródło |
| -------------------------- | ----------------------------------- | ------------ | ------------ | ----- | ------- | ------ |
| Steffen Olsen              | karabin małokalibrowy 3 postawy (m) | 1160-53x     | 28.          | NQ    | NQ      | [ 60 ] |
| Rikke Ibsen                | karabin pneumatyczny (k)            | 625,0        | 22.          | NQ    | NQ      | [ 61 ] |
| Anna Nielsen               | karabin pneumatyczny (k)            | 623,3        | 28.          | NQ    | NQ      | [ 61 ] |
| Rikke Ibsen                | karabin małokalibrowy 3 postawy (k) | 1157-41x     | 29.          | NQ    | NQ      | [ 62 ] |
| Anna Nielsen Steffen Olsen | karabin pneumatyczny (mikst)        | 623,1        | 21.          | NQ    | NQ      | [ 63 ] |
| Jesper Hansen              | skeet (m)                           | 122+5+8+20   | 6.           | 55    | srebro  | [ 64 ] |

### Tenis stołowy
| Zawodnik       | Konkurencja        | Eliminacje       | Runda 1          | Runda 2          | Runda 3          | 1/8 finału       | Ćwierćfinały     | Półfinały        | Finał            | Finał   | Źródło |
| Zawodnik       | Konkurencja        | Przeciwnik Wynik | Przeciwnik Wynik | Przeciwnik Wynik | Przeciwnik Wynik | Przeciwnik Wynik | Przeciwnik Wynik | Przeciwnik Wynik | Przeciwnik Wynik | Pozycja | Źródło |
| -------------- | ------------------ | ---------------- | ---------------- | ---------------- | ---------------- | ---------------- | ---------------- | ---------------- | ---------------- | ------- | ------ |
| Jonathan Groth | gra pojedyncza (m) | N/A              | N/A              | Majoros W 4-1    | Gauzy P 0-4      | NQ               | NQ               | NQ               | NQ               | 17.     | [ 65 ] |

### Wioślarstwo
| Zawodnik                                                                    | Konkurencja | Eliminacje | Eliminacje | Repasaż | Repasaż | Ćwierćfinały | Ćwierćfinały | Półfinały            | Półfinały | Finał           | Finał      | Miejsce | Źródło |
| Zawodnik                                                                    | Konkurencja | Czas       | M.         | Czas    | M.      | Czas         | M.           | Czas                 | M.        | Czas            | M.         | Miejsce | Źródło |
| --------------------------------------------------------------------------- | ----------- | ---------- | ---------- | ------- | ------- | ------------ | ------------ | -------------------- | --------- | --------------- | ---------- | ------- | ------ |
| Sverri Nielsen                                                              | M1x         | 7:02,88    | 1.         | N/A     | N/A     | 7:10,52      | 1.           | 6:44,00 Półfinał A/B | 2.        | 6:42,73 Finał A | 4.         | 4.      | [ 66 ] |
| Frederic Vystavel Joachim Sutton                                            | M2-         | 6:36,93    | 2.         | N/A     | N/A     | N/A          | N/A          | 6:14,88              | 2.        | 6:19,88 Finał A | 3.         | brąz    | [ 67 ] |
| Hedvig Rasmussen Fie Udby Erichsen                                          | W2-         | 7:22,86    | 2.         | N/A     | N/A     | N/A          | N/A          | 7:08,44              | 6.        | 6:59,48         | 2. Finał B | 8.      | [ 68 ] |
| Trine Dahl Pedersen Christina Johansen Frida Sanggaard Nielsen Ida Jacobsen | W4-         | 6:50,15    | 5.         | 7:01,17 | 6.      | N/A          | N/A          | N/A                  | N/A       | 6:34,72         | 2. Finał B | 8.      | [ 69 ] |

### Zapasy
| Zawodnik           | Konkurencja                    | 1/16             | 1/8              | Ćwierćfinał      | Półfinał         | Repesaż 1        | Finał            | Finał   | Źródło |
| Zawodnik           | Konkurencja                    | Przeciwnik Wynik | Przeciwnik Wynik | Przeciwnik Wynik | Przeciwnik Wynik | Przeciwnik Wynik | Przeciwnik Wynik | Pozycja | Źródło |
| ------------------ | ------------------------------ | ---------------- | ---------------- | ---------------- | ---------------- | ---------------- | ---------------- | ------- | ------ |
| Fredrik Bjerrehuus | -67 kg mężczyzn styl klasyczny | Bye              | Nasibow P 1-5    | NQ               | NQ               | Surkow P 0-7     | NQ               | 14.     | [ 70 ] |

### Żeglarstwo
| Zawodnik                                     | Konkurencja  | Wyścig | Wyścig | Wyścig | Wyścig | Wyścig | Wyścig | Wyścig | Wyścig | Wyścig | Wyścig | Wyścig | Wyścig | Wyścig | Punkty | Finałowa pozycja | Źródło |
| Zawodnik                                     | Konkurencja  | 1      | 2      | 3      | 4      | 5      | 6      | 7      | 8      | 9      | 10     | 11     | 12     | M*     | Punkty | Finałowa pozycja | Źródło |
| -------------------------------------------- | ------------ | ------ | ------ | ------ | ------ | ------ | ------ | ------ | ------ | ------ | ------ | ------ | ------ | ------ | ------ | ---------------- | ------ |
| Anne-Marie Rindom                            | Laser Radial | 6      | 5      | 3      | 13     | 4      | 4      | 2      | 1      | 26     | 45 DNF | N/A    | N/A    | 14     | 78     | złoto            | [ 71 ] |
| Ida Marie Baad Nielsen Marie Thusgaard Olsen | 49erFX       | 14     | 4      | 3      | 5      | 1      | 11     | 14     | 17     | 17     | 9      | 6      | 14     | 8      | 106    | 8.               | [ 72 ] |
| Lærke Buhl-Hansen                            | RS:X         | 9      | 4      | 8      | 4      | 9      | 8      | 6      | 5      | 5      | 8      | 9      | 9      | 18     | 93     | 7.               | [ 73 ] |
| Jonas Warrer Jakob Precht Jensen             | 49er         | 6      | 5      | 10     | 3      | 1      | 4      | 6      | 4      | 14     | 15     | 5      | 8      | 16     | 82     | 5.               | [ 74 ] |
| Lin Ea Cenholt Christian Peter Lübeck        | Nacra 17     | 8      | 8      | 10     | 7      | 2      | 4      | 13     | 11     | 11     | 1      | 3      | 1      | 4      | 70     | 4.               | [ 75 ] |

M – Wyścig medalowy